# Oxira diorismena
Oxira diorismena là một loài bướm đêm trong họ Noctuidae.